# Peder Horrebow (1728-1812)
 For alternative betydninger, se Peder Horrebow. (Se også artikler, som begynder med Peder Horrebow)
Peder Horrebow (døbt 14. september 1728 i København– 14. december 1812 sammesteds) var en dansk astronom. Han var søn af Peder Nielsen Horrebow.
Horrebow blev student 1746, magister 1755 og titulær professor 1763. Han deltog 1769 sammen med Ole Nicolai Bützow i en rejse til Nordlandene i Norge for at observere Venuspassagen, af hvilken rejse resultatet er ubekendt.
Efter sin egen mening skulle han være kvalificeret til at blive broderen Christians efterfølger, men et syn over Observatoriet, hvor han var observator, foretaget efter Konsistoriums ordre af professorerne Christian Gottlieb Kratzenstein og Christen Hee, faldt således ud, at Horrebow næppe har fået nogen anbefaling fra Københavns Universitet.
Professorpladsen blev 1777 besat med Thomas Bugge og Horrebow sat på pension, som han nød i 35 år. Horrebows astronomiske virksomhed skal have indskrænket sig til små disputatser. Derimod har han med stor flid samlet en oversigt over Danmarks vejrforhold (1780). Han døde ugift.